# Czochralskiïta
La czochralskiïta és un mineral de la classe dels fosfats. Rep el nom en honor de Jan Czochralski (23 d'octubre de 1885 - 22 d'abril de 1953), químic polonès famós per inventar el "procés de Czochralski" pel qual es fan crìxer cristalls artificialment.

## Característiques
La czochralskiïta és un fosfat de fórmula química Na₄Ca₃Mg(PO₄)₄. Va ser aprovada com a espècie vàlida per l'Associació Mineralògica Internacional l'any 2015, i la primera publicació data del 2016. Cristal·litza en el sistema ortoròmbic. La seva duresa a l'escala de Mohs es troba entre 4 i 5. La seva estructura és de tipus glaserita, i es troba relacionada amb les de la buchwaldita i la brianita.
L'exemplar que va servir per a determinar l'espècie, el que es coneix com a material tipus, es troba conservat a les col·leccions del museu mineralògic de la Universitat de Breslau, amb el número de catàleg "mm uwr iv7870".

## Formació i jaciments
Va ser descoberta al meteorit Morasko, recollit a la localitat de Poznań, que pertany al Voivodat de Gran Polònia (Polònia). Es tracta de l'únic indret on ha estat trobada aquesta espècie mineral.